# 城区 (陽泉市)
城区（じょう-く）は中華人民共和国山西省陽泉市に位置する市轄区。

## 地理
城区は陽泉市の中南部に位置し、西は砿区と、東・南・北は郊区と接している。
桃河中流に位置する城区は河岸及び丘陵により形成され、西高東低の地勢を形成、陽泉市の総面積の0.43%を占めている。

## 歴史
城区は旧平定県の一部であった。1905年（光緒31年）、正太線に陽泉駅が設置されると人口が増加、1947年（民国36年）5月2日に中国共産党の実効支配下に置かれると陽泉市が設置され、下部に一区・二区・三区が設置された。同年7月に一区・二区が合併し一区となり、その後陽泉鎮、一区、站上区と改称され、1969年1月に城区と改称された。

## 行政区画
- 街道:上站街道、下站街道、北大街街道、南山路街道、義井街道
- 鎮:義井鎮